# Агон-Кутенвиль
Агон-Кутенвиль (фр. Agon-Coutainville) — коммуна на северо-западе Франции, находится в регионе Нормандия, департамент Манш, округ Кутанс, центр одноименного кантона. Расположена в 42 км к западу от Сен-Ло и 81 км к югу от Шербур-Октвиля, на побережье Ла-Манша. В 12 км к западу от коммуны находится остров Джерси.
Население (2018) — 2 790 человек. 

## История
По местной легенде в Кутенвиле высадился король Ричард Львиное Сердце по дороге в Третий крестовый поход. Здесь же нашел приют английский король Яков II после бегства из Англии; ему обязана своим названием улица короля Якова в центре города. По указу Иоанна Безземельного здесь была открыта ярмарка, просуществовавшая до Столетней войны, когда Кутенвиль был разграблен англичанами.
В XIX веке из порта Кутенвиля рыболовные суда уходили на промысел трески в район Большой Ньюфаундлендской банки.

## Достопримечательности
- Шато д'Агон XVII-XVIII веков
- Усадьба Кутенвиль (Manoir de Coutainville) XV века
- Церковь Сент-Эвру XII-XIII веков

## Экономика
Структура занятости населения:
- сельское хозяйство — 10,8 %
- промышленность — 9,3 %
- строительство — 7,5 %
- торговля, транспорт и сфера услуг — 41,3 %
- государственные и муниципальные службы — 31,1 %

Уровень безработицы (2018) — 11,8 % (Франция в целом —  13,4 %, департамент Манш — 10,4 %). 

Среднегодовой доход на 1 человека, евро (2018) — 25 530 (Франция в целом — 21 730, департамент Манш — 20 980).

## Демография
Динамика численности населения, чел.

## Администрация
Пост мэра Агон-Кутенвиля с 2014 года занимает Кристиан Дютертр (Christian Dutertre). На муниципальных выборах 2020 года возглавляемый им список победил во 2-м туре, получив 45,90 % голосов (из трех списков).
| Период | Период | Фамилия          | Партия        | Примечания                                      |
| ------ | ------ | ---------------- | ------------- | ----------------------------------------------- |
| 1981   | 1990   | Пьер Шартон      |               |                                                 |
| 1990   | 1995   | Жорж Кетье       | Разные правые | устрицевод                                      |
| 1995   | 2001   | Мишель Дебьян    | Разные правые | директор госпиталя                              |
| 2001   | 2014   | Макс Авенель     | Разные правые | работник компании Électricité de France         |
| 2014   |        | Кристиан Дютертр | Разные правые | страховщик, председатель торгового суда Кутанса |

## Спорт
В городе действует морской клуб, предлагающий возможность заниматься различными видами парусного спорта.

## Города-побратимы
- Тринити, Джерси